# 강혁일
강혁일(1995년 1월 27일 ~ )은 대한민국의 배우이다.

## 출연작

### 영화
- 《보이스 비》 (2020년) - 희식 역
- 《호흡》 (2019년) - 범식 역
- 《화성 가는 길》 (2018년)
- 《동구 밖》 (2017년) - 동구 역
- 《동승》 (2017년) - 민구 역
- 《초능력자》 (2015년) - 민구 역
- 《고백》 (2013년)
- 《범죄소년》 (2012년) - 옥현 역